# Mesochorus venerandus
Mesochorus venerandus är en stekelart som beskrevs av Schwenke 1999. Mesochorus venerandus ingår i släktet Mesochorus och familjen brokparasitsteklar. Inga underarter finns listade i Catalogue of Life.